# Киклопи
Киклопи (једн.) су једнооки дивови из грчке и касније римске митологије. Грчки епски песници Хесиод и Хомер су спомињали киклопе у својим делима, али су их описали на различите начине, тако да се о њима може говорити са Хесиодовог и са Хомеровог становишта.

## Хесиодови киклопи
Према Хесиоду, киклопи су снажни једнооки дивови, деца Урана и Геје, бога неба и богиње земље, које је Уран као и своју осталу децу (Титане и сторуке дивове Хекатонхире) затворио у Тартар, подземни свет који се налази испод Хада. Титан Хрон се ослобађа, бежи из Тартара и уз помоћ киклопа и своје мајке Геје, успева да Урана свргне са места врховног бога. Међутим, иако су му помогли да се домогне места врховног бога, Хрон киклопе враћа у Тартар. Када је Зевс, Хронов млађи син, свргнуо свога оца са места врховног бога, ослободио је киклопе, а они су му у знак захвалности дали гром и муњу, Посејдону дају трозубац, а Хаду Шлем таме, односно шлем који ће оног који га носи учинити невидљивим. Пошто су били одлични ковачи, киклопи су постали Хефестови помоћници, који су испод вулкана Етне правили громове и муње за Зевса. Како би се осветио Зевсу зато што му је убио сина Асклепија, Аполон киклопе убија.

## Хомерови киклопи
Према Хомеру, Киклопи су припадници племена Киклоп, дебели и снажни једнооки дивови који једу људе. У Хомеровој Одисеји, појављује се Киклоп Полифем, син бога Посејдона и нимфе Тоосе, који је појео Одисејеве пријатеље. Одисеј освећује смрт својих пријатеља, тако што ослепљује Киклопово једино око.
Хомер Киклопе описује као сурове дивљаке који се не баве пољопривредом и не поштују никакве законе, тако да многи сматрају да Киклопи у Одисеји представљају алегорију на варваре.